# Cyphodynerus bisellatus
Cyphodynerus bisellatus är en stekelart som först beskrevs av Schulthess 1914.  Cyphodynerus bisellatus ingår i släktet Cyphodynerus och familjen Eumenidae. Inga underarter finns listade i Catalogue of Life.